# Ипостас (лингвистика)
В лингвистиката ипостас (от гръцката дума ὑπόστασις, което означава „основа, база, или онова, което стои под, зад нещо друго“) е връзката между дадено име и известна величина, като културна персонификация (т.е. обектификация с персоналност) на обект или качество.
В дескриптивната лингвистика терминът е първо представен от Леонард Блумфийлд за отчитане на систематични на думи като автосемантични в изречения като "Уморен съм от твоите но-та и ако-та".
В античността в реториката ὑπόστασις е означавал основна теза, аргумент.